# کلیر مکداول
کلیر مکداول (انگلیسی: Claire McDowell؛ ۲ نوامبر ۱۸۷۷ – ۲۳ اکتبر ۱۹۶۶) یک هنرپیشه اهل ایالات متحده آمریکا بود.

## فیلم‌شناسی
از فیلم‌های او می‌توان به آوای وحش، به نام قانون و ۴ ابلیس اشاره نمود.